# フリフリ'65
「フリフリ'65」（フリフリ・シックスティ・ファイヴ）は、サザンオールスターズの楽曲。自身の27作目のシングルとして、タイシタレーベルから8cmCD・7インチレコード・カセットテープで1989年11月21日に発売された。
1998年2月11日にも8cmCDとして、2005年6月25日には12cmCDで再発されている。また、2014年12月17日からはダウンロード配信、2019年12月20日からはストリーミング配信が開始されている。

## 背景
アルバム『Southern All Stars』の先行シングルとして発売された作品。
タイトルに関しては、ザ・スパイダースが1965年に発売したデビューシングル「フリフリ」が由来である。「65」の部分に関してはビートルズが「HELP!」をリリースした年であることも念頭にあったといわれている。

## 収録曲
- 収録時間：8:23

1. フリフリ'65 (3:35)
（作詞・作曲：桑田佳祐 / 編曲：サザンオールスターズ）
フジテレビ系バラエティ番組『夢で逢えたら』主題歌。
1960年代のリズム・アンド・ブルース色が強いバンドサウンドを意識した楽曲になっている[4]。
桑田はこの曲にある気分として「ロックは崇高なものであってはいけない」「（この曲では）音楽のB級ライセンスみたいなことに拘ってみたかった」という旨を語っている。リフやメロディを出すのに一週間かかるなど、時間をかけて制作され、曲の出来栄えについても「メンバー一人一人の役割も見えました」と手応えがあったことを明かしている[6]。
2. Big Star Blues (ビッグスターの悲劇) <Live in YOKOHAMA STADIUM> (4:48)
（作詞・作曲：桑田佳祐 / 編曲：サザンオールスターズ）
1981年に発売された12枚目シングルのライブバージョン。本作では前年（1988年）に行われたライブツアー『-真夏の夜の夢-1988 大復活祭』の最終公演、横浜スタジアムでの音源を収録している。

## 参加ミュージシャン
- 桑田佳祐:Vocal(#1,2)、Guitar(#2)
- 大森隆志:Guitar, Chorus(#1,2)
- 原由子:Keyboards, Chorus(#1,2)
- 関口和之:Bass, Chorus(#1,2)
- 松田弘:Drums, Chorus(#1,2)
- 野沢秀行:Percussion, Chorus(#1,2)

- フリフリ'65
  - 小林武史:Keyboards
  - 門倉聡:Keyboards
  - 菅原弘明:Synthesizer, Computer Operation
- Big Star Blues (ビッグスターの悲劇) <Live in YOKOHAMA STADIUM>
  - 八代恒彦:Keyboards
  - 前田康美:Chorus
  - 包国充:Sax

## 収録アルバム
| 曲名                                                           | 作品名             | 備考                             |
| -------------------------------------------------------------- | ------------------ | -------------------------------- |
| フリフリ'65                                                    | Southern All Stars |                                  |
| フリフリ'65                                                    | HAPPY!             | 数量限定商品のため、現在は廃盤。 |
| Big Star Blues (ビッグスターの悲劇) <Live in YOKOHAMA STADIUM> | アルバム未収録     |                                  |

## ミュージック・ビデオ収録作品
| 曲名                                                           | 作品名 |
| -------------------------------------------------------------- | ------ |
| フリフリ'65                                                    | 未収録 |
| Big Star Blues (ビッグスターの悲劇) <Live in YOKOHAMA STADIUM> | 未収録 |

## ライブ映像作品
| 曲名                                                           | 作品名                                                            | 備考                                                                                    |
| -------------------------------------------------------------- | ----------------------------------------------------------------- | --------------------------------------------------------------------------------------- |
| フリフリ'65                                                    | 歌う日本シリーズ 1992〜1993 LIVE at YOKOHAMA ARENA 29th Dec.1992  |                                                                                         |
| フリフリ'65                                                    | ホタル・カリフォルニア                                            |                                                                                         |
| フリフリ'65                                                    | 平和の琉歌 〜Stadium Tour 1996 "ザ・ガールズ万座ビーチ" in 沖縄〜 | DVD版のエクストラメニュー「Stadium Tour 1996 "ザ・ガールズ万座ビーチ"」に一部のみ収録。 |
| フリフリ'65                                                    | シークレットライブ'99 SAS 事件簿 in 歌舞伎町                      |                                                                                         |
| Big Star Blues (ビッグスターの悲劇) <Live in YOKOHAMA STADIUM> | 未収録                                                            |                                                                                         |